# 11886 Краске
11886 Краске (11886 Kraske) — астероїд головного поясу, відкритий 10 жовтня 1990 року.
Тіссеранів параметр щодо Юпітера — 3,319.